# Мека (Аленкер)
Мека (порт. Meca) — район (фрегезия) в Португалии, входит в округ Лиссабон. Является составной частью муниципалитета Аленкер. По старому административному делению входил в провинцию Эштремадура. Входит в экономико-статистический субрегион Оэште, который входит в Центральный регион. Население составляет 1809 человек на 2001 год. Занимает площадь 14,08 км².
Покровителем района считается Санта-Китерия (порт. Santa Quitéria).